# سپاه تفنگداران دریایی فیلیپین
سپاه تفنگداران دریایی فیلیپین (فیلیپینی: Hukbong Kawal Pandagat ng Pilipinas) سپاه تفنگدار دریایی زیرمجموعه نیروی دریایی فیلیپین است، که وظیفه اصلی آن انجام عملیات آبی خاکی و عملیات ویژه می‌باشد. سپاه تفنگداران دریایی فیلیپین در سال ۱۹۵۰ توسط نیروهای مسلح فیلیپین تأسیس شد.